# Filtr ekranowy

Zasada działania filtru prywatyzującego ograniczającego kąt widzenia.

Filtr ekranowy – przeźroczysty filtr zakładany na monitor komputera. Filtr taki może pełnić różne funkcje, np.:
- zmniejsza ilość emitowanego światła
- redukuje promieniowanie elektromagnetyczne spoza zakresu widzialnego
- ogranicza odbłyski z zewnętrznych źródeł światła
- poprzez uziemienie odprowadza nadmiar ładunku z ekranu (zob. elektryczność statyczna)
- ogranicza kąt widzenia tak, aby wyświetlana treść była niewidoczna dla osoby patrzącej z boku (filtr prywatyzujący)

W monitorach CRT najistotniejsze były cztery pierwsze funkcje filtra. W przypadku monitorów ciekłokrystalicznych rola filtrów ogranicza się tylko do ostatniej funkcji.